# بلدة وايتفورد (ميشيغان)
وايتفورد (بالإنجليزية: Whiteford Township, Michigan)‏ هي بلدة تقع بولاية ميشيغان في الولايات المتحدة. تبلغ مساحتها 104.3 (كم²)، وترتفع عن سطح البحر 207 م، بلغ عدد سكانها 4602 نسمة في عام 2012 حسب إحصاء مكتب تعداد الولايات المتحدة وتصل الكثافة السكانية فيها 42.8 نسمة/كم2.

## وصلات خارجية
- Whiteford Township Website
- The US50 - Cities and Towns in Michigan State
- Michigan Cities and Towns, Facts, Map, Flag, Colleges, Government, and More